# Reality (álbum de David Bowie)
Reality é o vigésimo quarto álbum de estúdio do cantor e compositor britânico David Bowie, lançado em 2003. O álbum foi bem recebido pelos fãs e críticos, e foi um dos álbuns mais aclamados de Bowie desde Scary Monsters.
| Críticas profissionais                                                      | Críticas profissionais |
| Avaliações da crítica                                                       | Avaliações da crítica  |
| Fonte                                                                       | Avaliação              |
| --------------------------------------------------------------------------- | ---------------------- |
| Allmusic                                                                    | [ 1 ]                  |
| Blender                                                                     | [ 2 ]                  |
| The Guardian                                                                | [ 3 ]                  |
| Pitchfork Media                                                             | (7.3/10)               |
| Rolling Stone                                                               | [ 5 ]                  |
| Esta tabela precisa de ser acompanhada por texto em prosa. Consulte o guia. |                        |

## Faixas
Todas as canções escritas por David Bowie exceto onde indicado.
- 1. " New Killer Star " – 4:40
- 2. " Pablo Picasso " (John Cale / Jonathan Richman)
- 3. " Never Get Old " – 4:25
- 4. "The Loneliest Guy" – 4:11
- 5. "Looking for Water" – 3:28
- 6. "She'll Drive the Big Car" – 4:35
- 7. "Days" – 3:19
- 8. "Fall Dog Bombs the Moon" – 4:04
- 9. " Try Some, Buy Some " (George Harrison)
- 10. "Reality" – 4:23
- 11. " Bring Me the Disco King " – 7:45

### Edição limitada
- 1. "Fly" – 4:10
- 2. "Queen of All the Tarts (Overture)" – 2:53
- 3. " Rebel Rebel " (2002 re-recording) – 3:10

## Charts
| Ano  | Gráfico                  | Posição |
| ---- | ------------------------ | ------- |
| 2003 | Albums Chart Czech       | 1       |
| 2003 | Albums Chart dinamarquês | 1       |
| 2003 | Albums Chart austríaco   | 3       |
| 2003 | Albums Chart francês     | 2       |
| 2003 | Albums Chart alemão      | 3       |
| 2003 | Albums Chart grego       | 2       |
| 2003 | Albums Chart Português   | 2       |
| 2003 | Albums Chart russo       | 2       |
| 2003 | Albums Chart Noruega     | 2       |
| 2003 | UK Albums Chart          | 3       |
| 2003 | Billboard 200            | 29      |
| 2003 | Euro Albums Chart        | 1       |